# Aporosa chondroneura
Aporosa chondroneura är en emblikaväxtart som först beskrevs av Airy Shaw, och fick sitt nu gällande namn av Anne M. Schot. Aporosa chondroneura ingår i släktet Aporosa och familjen emblikaväxter. Inga underarter finns listade i Catalogue of Life.